# Breuil-Cervinia
Breuil-Cervinia és un centre turístic situat a la capçalera de la vall de Cervinia, a la regió de la vall d'Aosta. Actualment és una important estació d'esquí, connectada per telefèric amb la veïna Zermatt, situada al vessant oposat del Cerví (Cervin en francès, Matterhorn en alemany i Cervino en italià). Aquesta famosa muntanya es troba molt pròxima a la població, que queda situada al seu sud-oest, a 2.003 m d'altura.